# Гашумба, Дайан
Дайан Гашумба (англ. Diane Gashumba, род. Руанда) — руандийский педиатр, медицинский администратор, политик, дипломат и посол Руанды в Королевстве Швеция с 12 июня 2021 года. Она занимала должность министра здравоохранения в кабинете премьер-министра Эдуара Нгиренте. Назначена на эту должность 4 октября 2016 года.
До этого, с 26 марта 2016 года по 4 октября 2016 года, Гашумба занимала пост министра по гендерным вопросам и развитию семьи в кабинете премьер-министра Анастаса Мурекези.

## Образование
Гашумба имеет степень доктора медицины (MD) и магистра медицины (MMed) по специальности педиатрия.

## Карьера
Согласно веб-сайту министерства здравоохранения Руанды, по состоянию на 2016 год Гашумба занималась медициной 17 лет. В течение трёх лет она работала медицинским директором в больницах Кибагабага и Мухима. В период с 2010 по 2016 год она работала в проекте по охране здоровья матери и ребёнка, финансируемом USAID, в качестве «старшего руководителя группы» по качеству и в качестве «заместителя руководителя». Проект стоимостью 57,3 миллиона долларов охватывал 23 из 30 районов Руанды.
С 2018 года Гашумба работает в совместном Совете Всемирного банка и ВОЗ по мониторингу глобальной готовности (GPMB) под сопредседательством Эльхаджа Ас Си и Гру Харлем Брунтланн.

## Другая деятельность
- Партнёрство RBM по искоренению малярии, член правления (с 2019 года)[6]